# (63387) Brazos Bend
Pour les articles homonymes, voir Bend (homonymie).
(63387) Brazos Bend est un astéroïde de la ceinture principale.

## Description
(63387) Brazos Bend est un astéroïde de la ceinture principale. Il fut découvert le 29 avril 2001 à Needville par l'Observatoire de Needville. Il présente une orbite caractérisée par un demi-grand axe de 2,39 UA, une excentricité de 0,23 et une inclinaison de 6,5° par rapport à l'écliptique.

## Compléments